# Esprit Jouffret
Esprit Pascal Jouffret, né le 15 mars 1837 à Monteux (Vaucluse) et mort le 6 novembre 1904 au 20 rue de l'Estrapade à Paris , est un polytechnicien, ingénieur militaire et un mathématicien français.

## Biographie
Esprit Pascal Jouffret entre à l'École polytechnique à Paris en 1857. Il devient ensuite lieutenant dans le 3e régiment d'artillerie en 1860. Il est fait prisonnier de guerre à Lunebourg du 29 octobre 1870 au 12 mars 1871.
En 1872, promu capitaine, Jouffret devient professeur adjoint au cours d'artillerie de Metz, puis de Fontainebleau, va publier en trois livraisons ce qui devait constituer son cours de probabilités du tir (Revue maritime et coloniale 1872, 4 et 1873, 3 ; Revue d'artillerie, 1873, 2). Il est promu lieutenant-colonel en 1889.
Le cours de Jouffret est un modèle du genre destiné à former les élèves officiers au calcul des probabilités et améliorer la précision de tir. Jouffret précise très bien le rôle joué par la loi normale en probabilité du tir à l'aide du schéma des causes multiples de Laplace. La dispersion du tir d'un projectile d'artillerie est la résultante d'un très grand nombre de causes perturbatrices, elle est donc régie, suivant le théorème de Laplace, par la « loi des erreurs ». Ainsi, selon Jouffret : « Si on tire un très grand nombre de coups, et qu'ensuite on aille placer l'un au-dessus de l'autre, en chaque point du sol, tous les projectiles tombés en ce point, la surface enveloppe de ces projectiles sera semblable à une cloche. »
Cette jolie image de la cloche, reprise par Joseph Bertrand dans son livre de calcul des probabilités de 1887, connaîtra le destin fulgurant que l'on sait au point que l'on oubliera la « loi des erreurs » de Laplace pour ne plus parler que de courbe en cloche, projection de la cloche véritable formée par l'empilement des boulets de canon de Jouffret.

## Travaux sur la géométrie à quatre dimensions
Bien que hermétique pour le commun des mortels, la géométrie à 4 dimensions exposée par Jouffret ouvre des portes à nos questionnements philosophiques actuels.
« Le monde à quatre dimensions n’existe sans doute qu’au sens géométrique. Mais rien n’empêche de lui supposer aussi l’existence concrète, et alors le nôtre en ferait partie (p.V)… la quatrième composante, négligeable jusque-là devant les trois qui ont si bien tenu leur rôle tant qu’elles n’ont eu affaire qu’aux mouvements qui tombent sous nos sens, c'est-à-dire, ajouterait un philosophe, qui sont des choses de perception, tandis que les mouvements atomiques ne sont, tout comme la quatrième dimension, que des choses de conception.p.183. »
La quatrième dimension qui échappe à notre conception dans de petits espaces, diffère de tout ce que nous percevons, ainsi le système quadri-rectangulaire offre des possibles à perte de vue, alors que le système tri-rectangulaire nous limite.
« Elle mène tout droit à cette autre idée, émise par Hinton, que la naissance, le développement, la vie et la mort des êtres animés ne seraient que des phases présentées par le passage de corps à quatre dimensions à travers notre espace. p.185. »
Cette approche de la géométrie aboutit au système philosophique de Spinoza.

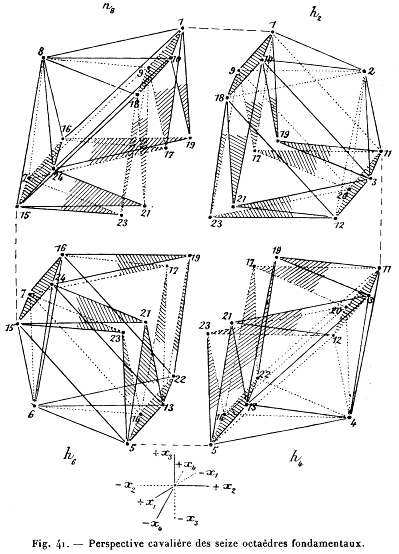
Une illustration du livre de Jouffret Traité élémentaire de géométrie à quatre dimensions.Ces recherches présentées par Princet, ont influencé Picasso.

## Les mathématiques et le cubisme
Maurice Princet, habitué du Bateau-Lavoir, « le mathématicien du cubisme », témoin attentif dans l’aventure de ce courant a vulgarisé et porté à la connaissance de Pablo Picasso le Traité élémentaire de géométrie à quatre dimensions et introduction à la géométrie à n dimensions (Gauthier-Villars, 1903) de Esprit Jouffret. Une autre vulgarisation des travaux d'Henri Poincaré dans laquelle Jouffret décrit hypercubes et polyèdres dans quatre dimensions et projetés sur la page bidimensionnelle, a permis une influence et l'intégration graphique de principes géométriques très visibles dans ces œuvres picturales. Les croquis de Picasso pour Les Demoiselles d'Avignon (1907) œuvre fondatrice du cubisme, mais surtout les portraits réalisés à partir de 1910, illustrent l’influence de Jouffret sur le travail de l’artiste.
Dépeindre l’espace et le temps semble un acte extraordinairement familier dans la décennie cubiste, dans lequel les travaux de Jouffret ont joué indirectement un rôle important. Dès lors le cubisme consiste à représenter sur une toile en deux dimensions un objet dans l'espace et dans le temps.
Esprit Jouffret est inhumé au cimetière de Montmartre.

## Distinctions
- Officier de la Légion d'honneur (1894)[1]
- Officier de l'Instruction publique
- Membre de la Société mathématique de France.

## Œuvres
- « Cours de probabilités du tir », en trois livraisons, dans Revue maritime et coloniale, 1872, 4 et 1873, 3 ; et Revue d'artillerie, 1873, 2
- Sur l'établissement et l'usage des tables de tir, éd. Berger-Levrault et Cie, 1874
- Théorie élémentaire des phénomènes que présentent le gyroscope, la toupie et le projectile oblong, éd. Berger-Levrault, 1874
- Introduction à la théorie de l'énergie, éd. Gauthier-Villars, 1883
- Traité de la conduite en guides et de l'entretien des voitures, éd. L. Baudoin, 1889
- Traité élémentaire de géométrie à quatre dimensions et introduction à la géométrie à n dimensions, éd. Gauthier-Villars, 1903
- Mélanges de géométrie à quatre dimensions, éd. Gauthier-Villars, 1906.

## Livres
- Abbott, Edwin, Ian Stewart. Flatland. Perseus Books: Cambridge, MA, 2002.
- Anderson, Kirsti. The Geometry of an Art. Springer Science and Business Media, New York, New York, 2007.
- Cabanne, Pierre. Cubism. Finest S.A./Éditions Pierre Terrail, Paris, France, 2001.
- Einstein, Albert. Relativity. Crown Publishers, Inc., New York, New York, 1952.
- Golding, John. Cubism: A History and an Analysis. Harper & Row, Publishers,Inc., St 1968.
- Henderson, Linda Dalrymple. The Fourth Dimension and Non-Euclidean Geometry in Modern Art. Princeton University Press, Princeton, New Jersey, 1983.
- Ivins Jr., William M. Art & Geometry: A Study in Space Intuitions. Harvard University Press, Cambridge (Massachusetts), 1946.
- Joseph, Geoffery. Geometry and Special Relativity. Philosophy of Science Association, 1979.
- Kennedy, J. B. Space, Time and Einstein an Introduction. McGill-Queen’s University Press Montreal and Kingston, Ithaca, 2003.
- Krauss, Lawrence M. Hiding in the Mirror. Penguin Group, New York, New York, 2005.
- Miller, Arthur I. Einstein, Picasso: Space, Time and the Beauty That Causes Havoc Department of Science and Technology Studies, University College London.
- Plato, Scott Buchanan. The Portable Plato. Viking Press, New York, New York, 1966.
- Robbin, Tony. Shadows of Reality. Yale University Press, New Haven, 2006.
- Stokstad, Marilyn. Art History. Harry N. Abrams, Inc., New York, New York, 2002.
- Toretti, Roberto. Relativity and Geometry. Dover Publications, Inc., New York, 1996.